# Chadaki
Chadaki (biał. Хадакі; ros. Ходаки, Chodaki) – wieś na Białorusi, w obwodzie mińskim, w rejonie łohojskim, w sielsowiecie Krajsk. W 2019 roku liczyła 65 mieszkańców.